# Jean Kockerols
Jean Kockerols (Brecht, 13 de agosto de 1958) é um clérigo belga e bispo auxiliar em Mechelen-Bruxelas.

## Biografia
Jean Kockerols inicialmente formou-se em direito, especialmente na área de direito marítimo, e trabalhou como advogado por um período. Depois, foi voluntário nas comunidades de Arche des Jean Vanier e entrou no Seminário Maior de Bruxelas e estudou filosofia e teologia. Foi ordenado sacerdote em 18 de setembro de 1993 em Bruxelas. Continuou os estudos em Roma e recebeu seu doutorado em teologia pela Pontifícia Universidade Gregoriana.
Tornou-se vigário da paróquia de Notre-Dame du Sacré-Coeur em Etterbeek e depois pároco de Saint-Pierre em Woluwe-Saint-Pierre (1995-2001). A partir de 2001, Padre Kockerols foi fundador e diretor do Centro de Estudos Pastorais de Bruxelas, onde também foi professor de teologia. Ao mesmo tempo, desde 2004, foi pároco e chefe da pastoral francófona na paróquia de Saint-Pierre em Uccle, desde 2007, decano de Bruxelas-Sul, pároco das paróquias de Saint- Marc e Saint-Paul em Uccle e co-responsável pela pastoral francófona nas paróquias de Précieux Sang e Notre-Dame de la Consolation em Uccle.
Além disso, Kockerols foi diretor da École de la foi, formador no Seminário diocesano de Limelette, Comissário Apostólico encarregado dos assuntos econômicos e patrimoniais das Irmãs da Eucaristia. Escreveu o livro "L'Esprit à la Croix. La dernière onction de Jésus" e articulista na revista diocesana Pastoralia e em revistas de espiritualidade, especialmente no âmbito da École de la Foi.
O Papa Bento XVI nomeou-o bispo auxiliar de Mechelen-Bruxelas e bispo titular de Ypres em 22 de fevereiro de 2011. O arcebispo de Mechelen-Bruxelas, André-Joseph Léonard deu-lhe a ordenação episcopal em 3 de abril do mesmo ano, na Basílica de Koekelberg; os co-consagradores foram cardeal Godfried Danneels, Arcebispo de Malines-Bruxelas, e Giacinto Berloco, Núncio Apostólico na Bélgica e Luxemburgo. Escolheu como lema episcopal "Beati invitati ad cenam Domini".
Dom Kockerols foi Vigário Geral da Arquidiocese de Malinas-Bruxelas desde a sua ordenação episcopal em 2011, responsável pelo Vicariato de Bruxelas. Em setembro de 2023, o Papa Francisco deu-lhe permissão para tirar um ano sabático. O recém-nomeado Arcebispo Luc Terlinden nomeou Tony Frison como vigário episcopal de Bruxelas.

Kockerols é membro da Comissão das Conferências Episcopais da Comunidade Europeia (COMECE) e foi seu vice-presidente de 2012 a 2018.